# Zygoballus rishwani
Zygoballus rishwani là một loài nhện trong họ Salticidae.
Loài này thuộc chi Zygoballus. Zygoballus rishwani được Makhan miêu tả năm 2005.